# Hans Hamburger
Hans Ludwig Hamburger (Berlim, 5 de agosto de 1889 — Colônia, 14 de agosto de 1956) foi um matemático alemão.
Foi professor nas universidades de Berlim, Colônia e Ancara.